# Benjamin Manglona
 (juin 2019).
Si vous disposez d'ouvrages ou d'articles de référence ou si vous connaissez des sites web de qualité traitant du thème abordé ici, merci de compléter l'article en donnant les références utiles à sa vérifiabilité et en les liant à la section « Notes et références ».
Benjamin Taisacan Manglona, né le 31 mars 1938 et mort le 24 avril 2016 à Rota (Îles Mariannes du Nord), est le troisième lieutenant-gouverneur américain des Îles Mariannes du Nord entre le 8 janvier 1990 et le 10 janvier 1994.

## Biographie
Manglona est né le 31 mars 1938 [1]. Il a obtenu un diplôme en ingénierie de la technologie du Honolulu Community College à Hawaii et un diplôme en techniques de l' ingénierie civile de l' Université de Guam.
Manglona a commencé sa carrière en tant qu'assistant ingénieur, avant d'être promu superviseur. Il a également travaillé en tant que greffier adjoint du tribunal et directeur de station pour Continental Micronesia , la principale compagnie aérienne de la Micronésie.
En 1963, Manglona commença sa carrière politique quand il fut élu à la législature du district des Mariannes , de 1963 à 1965. Il devint ensuite représentant au Congrès de Micronésie de 1965 à 1970 sous le nom d'îles Mariannes du Nord. faisaient partie du territoire sous tutelle des îles du Pacifique à l’époque. 
Manglona est devenu membre de la commission sur le statut politique des Mariannes représentant Rota en 1972. Il a été le premier vice-président de la première convention constitutionnelle des îles Mariannes du Nord de 1976. Dans ce rôle, Manglona a contribué à la rédaction de la Constitution de les îles Mariannes du Nord , qui ont ensuite été ratifiées par les électeurs et approuvées par le président des États-Unis.
Maglona a pris ses fonctions de sénateur à la première assemblée législative du Commonwealth des îles Mariannes du Nord en 1978. Il a été réélu au Sénat à chaque élection successive jusqu'à la sixième législature, où il a été élu lieutenant-gouverneur. 
Manglona a été élu lieutenant-gouverneur des îles Mariannes du Nord en 1989 sur le billet au poste de gouverneur de Lorenzo I. De Leon Guerrero. Manglona a été assermenté en janvier 1990 et a servi un mandat jusqu'en 1994.
Il a vaincu le maire de Rota, Joseph Songao Inos, en 1997, et a exercé deux mandats consécutifs de 1998 à 2006. 
Manglona a été remplacé à la mairie par Joseph Songao Inos le 11 janvier 2006. 
En mars 2011, la Chambre des représentants des Îles Mariannes du Nord a adopté la résolution de la Chambre 17-45, qui a rendu hommage à Benjamin Manglona pour "sa brillante carrière dans la fonction publique et sa contribution exemplaire au CNMI". La résolution de la maison, rédigée par la représentante Teresita A. Santos (Independent-Rota), a été présentée à Manglona le 29 mars 2011.
Le 6 avril 2011, le Sénat des Îles Mariannes du Nord , où Manglona a déjà siégé, a adopté un projet de loi qui renommerait l'aéroport international de Rota en " Aéroport international Benjamin Taisacan Manglona" en reconnaissance de son service public. Le projet de loi a été adopté dès son adoption par la Chambre et a été signé par le gouverneur Benigno Fitial. NMI Pub. L. 17-53, 26 septembre 2011. 
Manglona est décédé des suites d'un accident cérébrovasculaire à l'âge de 78 ans à Rota , dans les Îles Mariannes du Nord. Les habitants des Îles Mariannes du Nord se souviendront de Benjamin Manglona aujourd'hui pour son dévouement au service de ses habitants.